# Körte (Familie)
Körte ist der Name einer niedersächsischen Familie aus Aschersleben, die ihre direkte Stammreihe beginnt mit Christian Andreas Matthias Körte (1746–1826), Archidiakon in Aschersleben verheiratet mit Christiane Friederike Gleim (1748–1811), einer Nichte des Dichters Johann Wilhelm Ludwig Gleim.

## Familienmitglieder

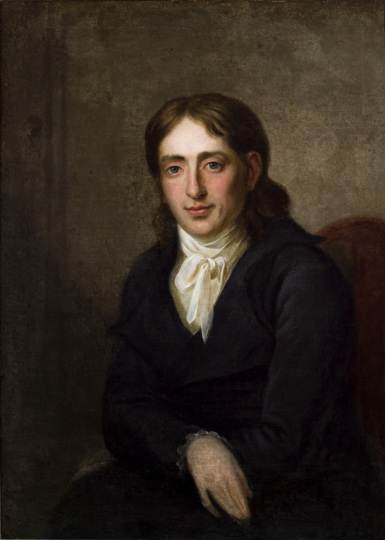
Wilhelm Körte, Gemälde von Georg Friedrich Adolph Schöner, 1800, Gleimhaus Halberstadt

- Wilhelm Körte (1776–1846), Literarhistoriker, Biograph von Albrecht Daniel Thaer, Nachlassverwalter Johann Wilhelm Ludwig GleimsWilhelm Körte, Gemälde von Georg Friedrich Adolph Schöner, 1800, Gleimhaus Halberstadt, verheiratet mit Wilhelmine, geb. Wolf (1786–1861), Tochter von Friedrich August Wolf
  - Marie Körte (1815–1884), verheiratet mit dem Verwaltungsjuristen Hermann Schede (1812–1893)
    - Ludwig Schede (1842–1911), Generalmajor
      - Hermann Schede (1879–1943), Bankier und Politiker
- Franz Körte (1782–1845), Natur- und Agrarwissenschaftler, verheiratet mit Caroline, Thaer (1788–1845), einer Tochter des Agrarwissenschaftlers Albrecht Daniel Thaer
- Christian Körte (1786–1858)
  - Friederike Körte (1816–1834), verheiratet mit Carl Wex (1801–1865), Gymnasialdirektor in Schwerin
  - Friedrich Körte (Mediziner) (1818–1914), Arzt, verheiratet mit Marie Thaer (1832–1898), einer Enkelin von Albrecht Daniel Thaer
    - Gustav Körte (1852–1917), Archäologe, verheiratet mit Anna Nasse (1864–1938), einer Tochter des Nationalökonomen Erwin Nasse
    - Werner Körte (1853–1937), Chirurg, verheiratet mit Luise Auguste Delbrück (1861–1941), einer Tochter des Bankiers Adelbert Delbrück
      - Ludwig Körte (1883–1965), Bankier

    - Friedrich Körte (Architekt) (1854–1934), Architekt
    - Magdalene Körte (1856–1858)
    - Martin Körte (1857–1929), Porträtmaler, verheiratet mit Käthe Gropius (1870–1911), einer Tochter des Architekten Martin Gropius
      - Jula Körte (1894–1945), Oberin in einem Krankenhaus
      - Peter Körte (1896–1947), Generalmajor
      - Friedrich Martin Körte (1898–1944), Landwirt

    - Marie Körte (1859–1863)
    - Siegfried Körte (1861–1919), Oberbürgermeister von Königsberg, verheiratet mit Auguste Heim (1866–1936)
    - Christian Körte (1862–1920), Ingenieur
    - Margarete Körte (1864–1918)
    - Alfred Körte (1866–1946), Klassischer Philologe, verheiratet mit Frieda Gropius (1873–1963), einer Tochter des Architekten Martin Gropius
      - Annemarie Körte (1903–1990) verheiratet mit dem Bankier Gotthard von Falkenhausen (1899–1982)
      - Werner Körte (1905–1945), Kunsthistoriker
        - Arnold Körte (* 1934), Architekt

  - Daniel Bernhard Hermann Körte (1819–1891), Geheimer Oberregierungsrat beim Reichs-Eisenbahn-Amt
    - Hermann Körte (1841–1923) Ober- u. Geheimer Regierungsrat in Stettin verheiratet mit Auguste Albertine Aline Lisbeth Delbrück (1858–1934)
      - Hildegard Körte (1887–1957) verheiratet mit dem Brauwissenschaftler Friedrich Hayduck (1880–1961) aus der Delbrück-Familie
      - Walter Körte (1893–1972), Architekt
      - Hugo Körte (1897–1974), Kunstlehrer und Künstler

    - Oswald Körte (1852–1924), Offizier und Musikwissenschaftler, verheiratet mit Hedwig Hammacher (1860–1934), einer Tochter des Politikers und Unternehmers Friedrich Hammacher
      - Dorothea Körte (1892–1967) verheiratet mit dem Maler Alfred Partikel (1888–1945)

    - Walter Körte (1855–1914), Wasserbauinspektor